# Jakab Gyula Major
Jakab Gyula Major (Kosice, Eslovàquia, 13 de desembre de 1859 - 30 de gener de 1925) fou un pianista i compositor hongarès del Romanticisme.
Estudià en l'Escola Nacional de música de Budapest amb Liszt, Volkmann, i Erkel. Fou professor de diversos centres, i el 1896 fundà un Institut de música.
A més, de diverses composicions instrumentals i orquestrals, va escriure les òperes Lisbeth (Budapest, 1901), Erysika (Budapest, 1901), i Szechi Maria (Klausenburg, 1906).